# Elliot Safo
Elliot Safo (ur. 4 lutego 1994) – brytyjski lekkoatleta specjalizujący się w skoku w dal.
W 2011 sięgnął po złoto olimpijskiego festiwalu młodzieży Europy oraz po srebro igrzysk Wspólnoty Narodów młodzieży. W 2013 zdobył w Rieti złoty medal  mistrzostw Europy juniorów.
Rekordy życiowe: stadion – 7,86 (19 lipca 2013, Rieti). 

## Osiągnięcia
| Rok  | Impreza                              | Miejsce   | Pozycja    | Wynik |
| ---- | ------------------------------------ | --------- | ---------- | ----- |
| 2011 | Olimpijski festiwal młodzieży Europy | Trabzon   | 1. miejsce | 7,38  |
| 2011 | Igrzyska Wspólnoty Narodów młodzieży | Douglas   | 2. miejsce | 7,41  |
| 2012 | Mistrzostwa świata juniorów          | Barcelona | 6. miejsce | 7,51  |
| 2013 | Mistrzostwa Europy juniorów          | Rieti     | 1. miejsce | 7,86  |